# Cal Masover (Sant Cugat Sesgarrigues)
Cal Masover és una obra de Sant Cugat Sesgarrigues (Alt Penedès) inclosa a l'Inventari del Patrimoni Arquitectònic de Catalunya.

## Descripció
És una casa de tipus basilical, amb tres crugies o cossos i tancada per una tàpia que emmarca un pati. El cos central és més alt i es troba cobert per una teulada a doble vessant, amb el carener perpendicular a la façana de migdia, mentre que els laterals tenen teulada a una vessant. Les obertures són allindades (primera planta) o d'arcs rebaixats (golfes). Els murs són totalment arrebossats, tant els de la casa com els de la tanca que envolta el pati.